# Phylidorea (Phylidorea) yamamotoi
Phylidorea (Phylidorea) yamamotoi is een tweevleugelige uit de familie steltmuggen (Limoniidae). De soort komt voor in het Palearctisch gebied.